# Hylophilus pectoralis
El verdillo cabecigrís (Hylophilus pectoralis), también denominado verderón cabecigrís (en Venezuela) o vireillo de cabeza ceniza (en Perú), es una especie de ave paseriforme de la familia Vireonidae perteneciente al género Hylophilus. Es nativo de América del Sur. 

## Distribución y hábitat
Se distribuye desde el noreste de Venezuela (Delta Amacuro), Guyana, norte de Surinam, norte de Guayana francesa, norte y centro de Brasil (este de Amapá y bajo río Amazonas al este hasta Maranhão, al sur hasta Rondônia, Mato Grosso do Sul, Goiás y oeste de São Paulo) y norte y este de Bolivia; existe una población disjunta en el noreste de Perú (San Martín).
Esta especie es considerada bastante común en su hábitat de bosques caducifolios, en galería, manglares y clareras arbustivas, abajo de los 400 m de altitud.